# حقن الإيثانول عبر الجلد
حقن الإيثانول عبر الجلد (بالإنجليزية: Percutaneous ethanol injection)‏ هو علاج محتمل لسرطان الخلية الكبدية. يستخدم أيضاً لعلاج أمراض الغدة الدرقية والغدد جارات الدرق (مثل الغدوم الدريقي). بدلاً من إزالة الأنسجة غير المرغوب فيها جراحياً، يتم القضاء عليها بالكحول. وهي تشبه آلية جذ الحاجز الكحولي لعلاج المشاكل القلبية.

## حقن الإيثانول عبر الجلد لعلاج سرطان الخلية الكبدية
كان حقن الإيثانول عبر الجلد (PEI) أول تقنية استخدمت في علاج سرطان الخلية الكبدية. تتضمن حقن الكحول مباشرة في الورم مما يؤدي إلى استئصال كامل لما يصل إلى 70% من الآفات التي يساوي قطرها أو يقل عن 3 سم. يتم إجراؤه عموماً بتوجيه الموجات فوق الصوتية ويتطلب 4-6 جلسات لإكمال الاستئصال.
في المرضى الذين يعانون من تشمع الكبد درجة A حسب تصنيف تشايلد بو، يمكن تحقيق معدل بقاء 40-55% لـ 3 سنوات. لم تتم مقارنة حقن الإيثانول عبر الجلد مع الجراحة بالأسلوب العشوائي، ومع ذلك، تم ملاحظة معدل البقاء لمدة 3 سنوات عند استخدام حقن الإيثانول عبر الجلد والجراحة 71% و 79٪، على التوالي، في المرضى الذين يعانون من تشمع كبد درجة A حسب تصنيف شايلد و40% و41% في المرضى ذوي الدرجة B.
على الرغم من التحمل الجيد بشكل عام، إلا أن حقن الإيثانول عبر الجلد يمكن أن يؤدي إلى الوفاة وحالات نادرة إلى نشر الورم. لسوء الحظ، فإن الآفات التي عولجت بحقن الإيثانول عبر الجلد لها معدل مرتفع من النكس الموضعي (أي 33% للأورام ≤3 سم، 43% للأورام الأكبر حجماً).
لا يحقق الإيثانول المحقون دائماً تنخر الورم بالكامل بسبب توزعه غير المتجانس داخل الآفة - خاصة في حال وجود حاجز داخل الورم - والتأثير المحدود على انتشار السرطان خارج المحفظة. علاوة على ذلك، فإن حقن الإيثانول عبر الجلد غير قادر على إحداث هامش أمان عبر استئصال البرانشيم الكبدي المحيط بالعقدة، وبالتالي قد لا تدمر الآفات الصغيرة التي قد تكون موجودة بالقرب من العقدة الرئيسية.